# Lev Miltjin
Lev Miltjin (russisk: Лев Исаа́кович Ми́льчин) (født 18. august 1920 i Minsk i Sovjetunionen, død 28. juni 1987 i Moskva i Sovjetunionen) var en sovjetisk filminstruktør.

## Filmografi
- Eventyret om Tsar Saltan (Ска́зка о царе́ Салта́не, 1984)[2][3]